# Erviks socken
Erviks socken (norska: Ervik sokn) är en församling i Nordfjords prosteri i Bjørgvins stift inom Norska kyrkan. Församlingen omfattar den yttersta delen av halvön Stadlandet, i den nordvästra delen av Stads kommun i Vestland fylke i västra Norge.

## Kyrkor
- Erviks kyrka, Ervik